# 富士たくや
富士 たくや（ふじ たくや、1974年11月12日 - ）は、日本の俳優、ナレーター。神奈川県横浜市出身。エンズタワー所属。

## 経歴
2000年より小劇場の役者として活動を開始。2005年頃まで名が片仮名の富士 タクヤの芸名で活動。
2001年頃より劇団ユニット「プリセタ」の舞台に関わる。当初は舞台の裏方を希望していたというが、第3回公演「ミイラ」以降、役者として舞台に出演するようになる。2006年に「プリセタ」の劇団員となり、以降は同劇団が消滅するまで全ての公演に出演。客演も多数こなし、下北沢の小劇場を中心に活躍。そのことから、2008年には緋田康人や大堀こういちらによる映像製作チーム・ナナ色によるDVD「ゴールデン・ナナ色」の特典映像に「下北沢で活躍中の富士たくや先生」として出演している。
2005年には低カロリー演劇ユニット「プリタク」を主宰。2009年に上演した第2回公演『パズル』では役者としては出演せず、演出を務めた。同作の演出をもって、上演した阿佐ヶ谷シアターシャインの2009年上半期演劇奨励賞を受賞。
2005年、鈴木浩介監督の『まいっちんぐマチコ! ビギンズ』で映画初出演。その後も同監督作に数本出演し、遠藤憲一とも共演。2009年より遠藤のマネジメントを主としている有限会社エンズタワーに所属。
映像作品にも活動の場を拡げはじめ、2013年にはENBUゼミナールのシネマプロジェクト第2弾に参加。今泉力哉が監督を務め、内田慈がゲスト俳優として出演した映画『サッドティー』にカフェのマスター役で出演。同作品は第26回東京国際映画祭の日本映画スプラッシュ部門に出品され、2014年5月より全国順次上映された。この年はキネマ旬報ベスト・テン第9位の映画『水の声を聞く』にも出演するなど、役名付きで出演した映画が3本劇場公開されている。
2019年、上田慎一郎が監督・脚本を務める松竹ブロードキャスティングのオリジナル映画プロジェクト第7弾のオーディションに参加。約1500通の応募の中から、最終の15人に残り、映画『スペシャルアクターズ』にメインキャストとして出演。同作品は松竹配給で同年10月より全148館で上映された。
2018年より、映画監督の真田幹也、脚本家の太田善也、俳優のほりかわひろきとともに、駐車監視員をテーマにした長編映画『ミドリムシの夢』の製作に参加。MotionGalleryにてクラウドファンディングプロジェクトを立ち上げ、目標金額に到達。翌年、SKIPシティ国際Dシネマ映画祭2019の長編部門にノミネートされたのち、2019年11月からの全国順次公開に至った。富士は同作品で主人公の駐車監視員・マコト役を演じ、これが富士にとっては初の主演作となった。

## 人物・エピソード
下がった目尻や八重歯を覗かせる口元などを持った特徴的な顔のみならず、声質も甲高く特徴的であり、舞台で積極的に活動していたころから個性派俳優として活躍していた。映像作品に活動を拡げた近年では、『水の声を聞く』で信者の夫婦役、『スペシャルアクターズ』で頼りにならない事務所社長役、『ミドリムシの夢』で生真面目な駐車監視員を演じるなど、冴えない中年役を多く演じており、売れない演出家役で出演した『東京戯曲』の監督である平波亘は「富士たくやさんが演じる人って、本当にダメなんですよ（笑）」と語っている。
俳優業が主だが、エンズタワーではナレーターとしての所属になっている。富士の甲高い特徴的な声質について、事務所の公式プロフィールでは「優しくて素朴な声色」「ほのぼのとしたしゃべり方」と紹介されている。
映画監督の上田慎一郎は『サッドティー』に出演している富士を見たときから、雰囲気の良さが気になっていたといい、実際に松竹ブロードキャスティングのオーディションで富士に出会い、特徴的な顔や声、ポンコツ具合が凄く良く感じたという。映画監督としても活動する俳優の真田幹也は富士の魅力について、芝居が好きという強く真っすぐな思いを持っていることを挙げている。
「プリセタ」で同じく劇団員だった関寛之によると、「悪口を言う人を聞いた事がないほど物腰が柔らかく温厚な人」。上田の妻の映画監督のふくだみゆきによると、見るからに頼りなく、不器用そうで、実際にそうだったが、そのへっぽこ感が現場の空気を和ませ、若いキャストを安心させてくれたという。一方で、自身が主宰していた「プリタク」で出演してほしい女優が遠方に住んでいても、すぐさまその元へ直行するような行動力があったり、『スペシャルアクターズ』でのチラシ配りの日程やチーム分けなどを率先して行うなど頼りになる面も持ち合わせている。普段は無口な方だが、お酒を飲むと陽気に語りだし、面倒くさいところがあるという。
好きな食べ物はラーメン。趣味は演劇鑑賞や野球観戦で、地元球団である横浜DeNAベイスターズのファン。劇団員時代には特技にバスケットボールを挙げていた。好きな映画は『ポリスアカデミー』、『グーニーズ』、『太陽を盗んだ男』、『サニー 永遠の仲間たち』など。憧れている、尊敬している俳優に山田辰夫、田中邦衛、柴田恭兵や、事務所の先輩である遠藤憲一を挙げている。

## 出演

### テレビドラマ
- シャドーマン（2002年8月24日、NHK教育）
- スパイ道「スパイ継承」「ドキュメント・スパイ戸田〜消えた女を追え〜」（2004年・2005年、BS-i）
- 先生道「ドキュメント戸田先生～陰謀のセレモニー」（2006年9月28日、TBSテレビ(先行放送) /　2007年5月26日、TBSチャンネル）
- 鈴木光司 リアルホラー「鍵穴」（2015年3月29日、BSフジ） - 鳥居健児 役
- 表参道高校合唱部! 第1話（2015年7月17日、TBSテレビ） - 電車の乗客（痴漢） 役
- バイプレイヤーズ 〜もしも6人の名脇役がシェアハウスで暮らしたら〜 第7話（2017年2月25日、テレビ東京）
- みなと署落とし物係 秘密捜査官 危険な二人（2017年3月6日、TBSテレビ） - 大村茂 役
- チア☆ダン（2018年7月13日 - 9月14日、TBSテレビ） - 福井西高等学校教師 役[36]
- 私のおじさん〜WATAOJI〜 第6話（2019年2月22日、テレビ朝日）
- それぞれの断崖 第3話（2019年8月16日、フジテレビ）[35]
- 私刑人〜正義の証明（2020年2月9日、テレビ朝日）[37]
- 居酒屋兆治（2020年3月28日、NHK BSプレミアム） - 佐野 役[38]
- 嫌われ監察官 音無一六 season1 第7話（2022年6月17日、テレビ東京）- 刑事 役
- 民王R 第7話（2024年12月3日、テレビ朝日） - 飯岡俊灮 役
- 大追跡〜警視庁SSBC強行犯係〜 第6話（2025年8月13日、テレビ朝日） - 小野寺肇 役[39]

### 映画
- 情け無用の刑事まつり「噂の刑事 セロテープとエレベーター」（2005年8月20日、コムテッグ、監督：鈴木浩介）
- まいっちんぐマチコ! ビギンズ（2005年9月17日、ティーエムシー、監督：鈴木浩介） - カメ進 役[40]
- 日掛け金融地獄伝 こまねずみ常次朗（2006年7月8日公開、アートポート、監督：鈴木浩介）
- カチコミ刑事 オンドリャー! 大捜査線 心斎橋を封鎖せよ（2006年1月16日公開、アートポート、監督：鈴木浩介）
- 本格科学冒険映画 20世紀少年 第1章 終わりの始まり（2008年8月30日公開、東宝、監督：堤幸彦）[41]
- オンナゴコロ（2009年3月7日公開、Breath/GPミュージアムソフト、監督：松田礼人）
- SR サイタマノラッパー ロードサイドの逃亡者（2012年4月14日公開、SPOTTED PRODUCTIONS、監督：入江悠）
- Selfish.(But Kind)（2013年10月7日公開[注 3]、監督：谷口雄一郎）[43]
- 東京戯曲（2014年3月22日公開、800 LIE PRODUCTION、監督：平波亘） - 富岡 役
- サッドティー（2014年5月31日公開、SPOTTED PRODUCTIONS、監督：今泉力哉） - ボンさん 役
- 水の声を聞く（2014年8月30日公開、CINEMA☆IMPACT、監督：山本政志） - 宮沢裕太 役
  - シネマ☆インパクト第3弾「水の声を聞く プロローグ」（2013年3月30日、CINEMA☆IMPACT、監督：山本政志）
- スペシャルアクターズ（2019年10月18日公開、松竹、監督：上田慎一郎） - 富士松卓也 役
- ミドリムシの夢（2019年11月16日公開、監督：真田幹也） - 主演・マコト 役　※ほりかわひろきとのダブル主演[44]
- さよなら グッド・バイ（2022年5月20日公開、トキメディアワークス、監督：谷健二）
- オジキタザワ（2022年10月1日公開、BIS、監督：藤本匡志）
- 老ナルキソス（2023年5月20日公開、オンリー・ハーツ、監督：東海林毅）
- ホゾを咬む（2023年12月2日公開、second cocoon、監督：高橋栄一） - 百々路浩 役[45]
- とりつくしま（2024年3月30日公開）[46]

#### 短編映画
- ちっぽけな衝動（2019年、監督：佐藤悠玄）[47]
- ホゾを咬む（2023年12月2日公開予定、Cinemago、高橋栄一監督）[48]

### オリジナルビデオ
- けっこう仮面 フォーエバー（2007年、アートポート、監督：鈴木浩介）
- ゴールデン・ナナ色（2008年、アップリンク）
  - 「有限会社ナナ色」[49]
  - 特典映像「ナナ色ガール誕生!までのドキュメント」 - 下北沢で活躍中の富士たくや先生 役[6][7]
- 闇から届く恐怖の物語「変わり果てた兄」（2018年、ディファレンス、監督：辻野正樹）[50]

### 舞台
- プリセタ 第3回公演「ミイラ」（2001年10月16日 - 21日、下北沢駅前劇場）
- プリセタ 第4回公演「コミック」（2002年6月19日 - 24日、下北沢駅前劇場）[51]
- 東京タンバリン「ダイヤモンド」（2003年7月2日 - 8日、下北沢駅前劇場）[4][52]
- プリセタ 第5回公演「オートマチック」（2003年12月2日 - 7日、下北沢駅前劇場）[53]
- 散歩道楽史上最悪の2週間公演「ふしあわせな昆虫」（2004年5月7日 - 17日、「劇」小劇場）[54][34]
- プリセタ 第6回公演「サイクロン」（2004年7月13日 - 19日、OFF・OFFシアター）[55]
- はえぎわ 第14回公演「7up ラビンユー」（2004年9月11日 - 20日、OFF・OFFシアター）[56]
- ナイロビ+三鷹市芸術文化センタープロデュース『今週のスポットライト』vol.1「早春ヤングメン」（2005年3月17日 - 27日、三鷹市芸術文化センター 星のホール）[57][58]
- プリタク 第1回公演「HERO」（2005年10月25日 - 30日、下北沢駅前劇場）[59][60]
- 東京Ne+wS「暗闇は静かに微笑む」（2006年5月17日 - 23日、OFF・OFFシアター）[61][62]
- 猫☆魂 Vol.10「トワミスト」（2006年9月6日 - 10日、下北沢駅前劇場）[63]
- プリセタ 第7回公演「ヴィレン」（2006年11月14日 - 19日、下北沢駅前劇場）[64]
- 猫☆魂 Vol.11「グロッソラリア」（2007年3月3日 - 11日、シアターVアカサカ）[65]
- プリセタ 第8回公演「ロス」（2007年5月16日 - 21日、下北沢駅前劇場）[66]
- プリセタ 第9回公演「モナコ」（2007年11月29日 - 12月4日、下北沢駅前劇場）[67]
- フナレ 第3回公演「ヒタンキタン」（2008年2月22日 - 26日、ウエストエンドスタジオ）[68]
- 猫☆魂 Vol.12「耳 zikan 観」（2008年5月14日 - 20日、シアターグリーン BOX in BOX THEATER）[69]
- プリセタ 第10回記念公演「ランナウェイ」（2008年6月25日 - 30日、下北沢駅前劇場）[70]
- 東京Ne+wS「振り返るには早すぎる」（2008年8月7日 - 11日、下北沢駅前劇場）[71][72]
- プリセタ 番外公演「サンドウィッチ」（2008年11月21日 - 23日、シアターシャイン）[73]
- プリセタ 第11回公演「モノガタリ デ アムール」（2009年4月8日 - 13日、下北沢駅前劇場）[74]
- プリセタ 第12回公演「コミック」再演（2010年2月17日 - 22日、下北沢駅前劇場）
- ホロビテ 旗揚げ公演「息をのんで」（2010年3月25日 - 30日、OFF・OFFシアター）
- 第7回 壽太郎ひとりコント～壽太郎の ひとりよがりな ひとりごと～（2010年5月22日・23日、池袋小劇場）[75]
- 演劇ユニット・リッチVol.3「新宿黄金狂詩曲」（2010年7月29日 - 8月1日、新宿ゴールデン街劇場）
- 3.14ch 第1回公演「人間」（2010年10月22日 - 24日、池袋小劇場）
- オトコトバ「三言目」（2010年12月16日 - 19日、スタジオあくとれ）
- 1年山下学級「ぶたい版・中学生日記」（2011年2月2日 - 6日、ザ・ポケット）[76]
- TokyoDiamond 第1回企画ライブ「0.1carat」（2011年7月12日 - 17日、RAFT）
- 小劇場版 日本の問題 A組 経済とH「金魚の行方」（2011年11月27日 - 12月4日、ザ・ポケット）[77]
- 3.14ch 第3回公演「宇宙船」（2012年1月18日 - 21日、東演パラータ）
- 宮沢章夫×遊園地再生事業団ラボ ワークショップ『夏型』成果発表会「おじいさんが歩いています」（2012年9月22日 - 23日、SNAC）
- 宮沢章夫+ルアプルプロデュース「セクシー・トーキョー 劇場のあった土地の記憶―「盛り場」の意味するもの」（2012年10月14日、あうるすぽっと）
- 3.14ch 第5回公演「小型」（2013年2月20日 - 24日、d-倉庫）
- 肯定座 第2回公演「濡れた花弁と道徳の時間」（2013年10月23日 - 27日、明石スタジオ）
- ナカゴー特別劇場vol.12 「ノット・アナザー・ティーンムービー」（2014年6月26日 - 29日、北とぴあ カナリアホール）
- 東葛スポーツ 第11回公演「クラッシュ」（2014年10月15日 - 19日・28日 - 31日、3331 Arts Chiyoda B104）
- 3.14ch 第9回公演「大型」（2016年8月25日 - 9月3日、すみだパークスタジオ倉）
- ブルドッキングヘッドロック vol.28「バカシティ」（2016年11月2日 - 20日、こまばアゴラ劇場）
- みどり人 第15回公演「≒（ニアイコール）」（2017年4月12日 - 17日、古民家asagoro）[注 4][78]
- ボタタナエラー 第14回公演 「グロッキィ・マリー」（2017年8月9日 - 13日、明石スタジオ）
- ボタタナエラー 第15回公演 「22世紀まで愛して」（2019年4月10日 - 14日、アトリエファンファーレ高円寺）
- エリィジャパン番外公演 ワガママエリィvol.1「夜踊るピアノ」（2022年11月17日 - 21日、Air studio）[注 5][79]

### CM
- 山崎まさよし「ADDRESS」（2006年） - 店長 役　※連作4作すべてに山崎とともに出演
- エーザイ「サクロン」東北地方限定CM（2006年）

### ナレーション
- TVCM 小学館「ぼくドラえもん」（2004年）
- TVCM 小学館「ドラキッズ」（2005年）
- ラジオCM キリンビール「淡麗グリーンラベル」（2005年）
- TVCM JAグループ「よい食プロジェクト」（2008年）
- TVCM ペットライン「デイリーケア」（2010年）
- WEBCM 小学館「さよなら、ムッシュ」（2017年）

### オーディオドラマ
- 「さよなら、ムッシュ」ミニドラマ（2017年） - ムッシュ 役
- [poor] ゼラニウムの誘惑（2021年）[80]

### 書籍
- 写真集「夜景おじさん」（2018年） - 夜景おじさん 9号機

### その他コンテンツ
- なつもの「リバーサイドホテル」（2012年、第1回クォータースターコンテスト エントリー動画） - ホテルに行きたがる男 役[81]

## 制作

### 舞台（制作）
- プリタク 第2回公演「ポズル」（2009年11月5日 - 8日、シアターシャイン）演出